# Panorama (programa de televisión de Chile)
Panorama fue un informativo televisivo chileno emitido por Universidad de Chile Televisión (actualmente Chilevisión) desde el 23 de mayo de 1983 hasta el 22 de marzo de 1991, reemplazando al noticiero central En directo.

## Historia
Durante el período en que era emitido Panorama, el noticiero competía con los otros informativos centrales de otros canales: Teletrece de Canal 13, 60 minutos (entre mayo de 1983 y abril de 1988), TVNoticias (entre abril de 1988 y mayo de 1989), Noticias (entre mayo de 1989 y octubre de 1990) y 24 Horas (entre octubre de 1990 y marzo de 1991) de Televisión Nacional de Chile, el informativo del antiguo Canal 9 de TVN (entre julio de 1987 y abril de 1989) y Meganoticias de Megavisión (entre octubre de 1990 y marzo de 1991).
Este informativo tenía tres ediciones diarias y durante un tiempo, cuatro: Panorama al Despertar, emitido antes del matinal Canal 11 al despertar y que tuvo entre sus presentadores a Pamela Hodar (mayo 1983-abril 1985, que anteriormente presentaba el informe del tiempo en Teleonce), Gabriela Velasco (abril-diciembre 1985) y Aldo Gabriel Soto (marzo 1986-marzo 1991). Entre julio de 1987 y marzo de 1989 se transmitió el noticiario de mediodía Panorama Hora 3 con María Soledad Salas (julio 1987-enero 1988), la periodista María Teresa Balmaceda (enero-abril 1988) y el locutor Justus Liebig (abril 1988-abril 1989), que mostraba las informaciones de la tarde pero en el horario de las 15:00 horas, cuando los noticiarios de la competencia comenzaban a las 14:00 (Edición Uno, TVN) y a las 14:30 (Teletrece Tarde, Canal 13), la edición central de Panorama y el informativo de medianoche Panorama al Cierre (que entre mayo de 1984 y julio de 1990 se llamó Panorama Martini al Cierre, bajo el patrocinio de Martini Rossi), con Fernando James (mayo-agosto 1983), Benjamín Palacios (agosto 1983-abril 1986), la actriz y locutora Rosario Zamora (mayo-septiembre 1985), Amparo Meza Valenzuela (septiembre 1985-octubre 1986, marzo 1987-julio 1990), Aldo Soto (febrero 1986), Alex Weibel (abril 1986-febrero 1987), Gabriela Velasco (octubre 1986-enero 1987), Jaime Villa (marzo 1987-diciembre 1989) y Rodolfo Baier (julio-noviembre 1990), emitido minutos antes del cierre de las transmisiones diarias de Canal 11. Sólo entre julio y agosto de 1989, Panorama se transmitió a las 20:50 horas, su edición central y a las 22:30 horas, su edición al cierre, debido a una sequía y posterior racionamiento energético que hubo en el invierno de ese año.
La última edición de Panorama fue emitida el 22 de marzo de 1991, debido al cambio de nombre de Universidad de Chile Televisión, pasando a llamarse RTU, Red de Televisión Universidad de Chile. Tres días después de su última edición, el informativo central de RTU pasó a llamarse RTU Noticias.

## Presentadores
El noticiero Panorama Central tuvo diversos presentadores: Eduardo "Guayo" Riveros Behnke, quien también fue presentador de En directo, emitido por Teleonce entre 1982 y 1983 (mayo 1983-abril 1990, edición central; mayo 1983-enero 1984, marzo 1987-abril 1988, abril 1989-abril 1990, edición de fin de semana), Benjamín Palacios (agosto 1983-abril 1986, edición de fin de semana), Raquel Argandoña (mayo 1984-enero 1986, edición central; mayo-agosto 1984, edición de fin de semana), Pamela Hodar (agosto 1984-abril 1985, edición de fin de semana), María Graciela Gómez (abril 1985-enero 1986, edición de fin de semana), Amparo Meza Valenzuela (febrero 1986, edición de fin de semana), Aldo Gabriel Soto (abril-diciembre 1986, febrero 1986-1989, abril-julio 1990, edición de fin de semana), los periodistas Carmen Schmitt (octubre 1986-febrero 1987, edición de fin de semana), Patricia del Río (febrero-abril 1987, edición de fin de semana) y Pablo Aguilera (julio 1988-noviembre 1990, edición central y de fin de semana), el locutor Justus Liebig (julio 1988-abril 1989, edición de fin de semana), los periodistas Jaime Villa (febrero 1989, edición de fin de semana) y Max Wenger Meza (febrero-marzo 1990, edición central y de fin de semana) y Rodolfo Baier (abril-julio 1990, edición central y de fin de semana) y el locutor Freddy Hube (noviembre 1990-marzo 1991, edición central y de fin de semana).